# ヴァンデグリフト (フリゲート)
| USS vandergift FFG-48 |                                                                                           |
| 艦歴                  |                                                                                           |
| 発注:                 |                                                                                           |
| 起工:                 | 1981年10月13日                                                                            |
| 進水:                 | 1982年10月15日                                                                            |
| 就役:                 | 1984年11月24日                                                                            |
| 退役:                 | 2015年2月19日                                                                             |
| 除籍:                 |                                                                                           |
| その後:               | 2022年6月16日標的艦として海没処分                                                         |
| 要目                  |                                                                                           |
| 排水量                | 基準: 3,225 t                                                                             |
| 排水量                | 満載: 4,100 t                                                                             |
| 全長                  | 453 ft (138 m)                                                                            |
| 全幅                  | 45.4 ft (13.8 m)                                                                          |
| 吃水                  | 24 ft (7.3 m)                                                                             |
| 機関                  | COGAG方式                                                                                 |
| 機関                  | LM2500-30ガスタービンエンジン (20,500hp) ×2基                                             |
| 機関                  | 可変ピッチプロペラ（5翔）×1軸                                                             |
| 機関                  | 非常用旋回式スラスタ（350hp）×2基                                                         |
| 最大速                | 29ノット以上                                                                              |
| 航続距離              | 4,500 海里（20ノット巡航時）                                                              |
| 乗員                  | 206名（士官13名）                                                                         |
| 兵装                  | Mk.75 76mm単装速射砲×1基                                                                  |
| 兵装                  | Mk.38 25mm単装機銃×2基                                                                    |
| 兵装                  | Mk.15 20mmCIWS×1基                                                                        |
| 兵装                  | M2 12.7mm単装機銃×4基                                                                     |
| 兵装                  | Mk.13 mod.4単装ミサイル発射機×1基 * SM-1MR SAM * ハープーンSSM を発射可能 ※2003年以降撤去 |
| 兵装                  | Mk.32 mod.17 3連装短魚雷発射管×2基                                                        |
| 艦載機                | SH-60B LAMPSヘリコプター×2機                                                              |
| C4ISTAR               | NTDS (JTDS＋リンク 11/14)                                                                 |
| C4ISTAR               | Mk.92 FCS (SM-1MR, 76mm砲用)                                                              |
| C4ISTAR               | AN/SQQ-89 ASWCS                                                                           |
| センサ                | AN/SPS-49 対空捜索レーダー                                                                |
| センサ                | AN/SPS-55 対水上捜索レーダー                                                              |
| センサ                | AN/SQS-56 船底装備ソナー                                                                  |
| センサ                | AN/SQR-19 曳航ソナー                                                                      |
| 電子戦                | AN/SLQ-32(V)5 ESM/ECM装置                                                                 |
| 電子戦                | Mk.36 デコイ発射装置                                                                      |
| モットー:             | Exercitatus, Conservatus, Paratus                                                         |

ヴァンデグリフト (英語: USS Vandegrift, FFG-48) は、アメリカ海軍のミサイルフリゲート。オリバー・ハザード・ペリー級ミサイルフリゲートの38番艦。艦名はアレクサンダー・ヴァンデグリフト海兵隊大将に因む。

## 艦歴
ヴァンデグリフトはワシントン州シアトルのトッド・パシフィック造船所で1981年10月13日に起工する。1982年10月15日に進水し、1984年11月24日に就役した。
ヴァンデグリフトは1987年1月5日に世界巡航に出向する。この巡航で3つの海洋、7つの海および4つの大陸を訪れた。
2006年の時点でヴァンデグリフトはカリフォルニア州サンディエゴを母港としていた。	2015年2月19日退役。
2022年6月16日、アメリカ陸・海・空・海兵隊によるマリアナ諸島周辺で実施された共同訓練「勇敢な盾」の水上艦撃沈訓練（SINKEX）において、空母ロナルド・レーガン、強襲揚陸艦トリポリの艦載機、ミサイル駆逐艦ベンフォールドの対艦ミサイルがの標的艦となり海没処分。また、原子力潜水艦キーウェストと米空軍爆撃機B-1B ブランサーと米海兵隊戦闘機F/A-18 ホーネット、F-35B ライトニング IIも参加した。